# FC Zwolle in het seizoen 2000/01
Het seizoen 2000/2001 was het 90e jaar in het bestaan van de Zwolse voetbalclub FC Zwolle. De club kwam uit in de Eerste divisie en nam ook deel aan het toernooi om de KNVB beker.

## Wedstrijdstatistieken

### Eerste divisie
| 1e speelronde                                                                                              | FC Zwolle                                                                                                  | 3 – 0 (1 – 0) | Emmen                                                                                       | Opstelling FC Zwolle: |
| 21 augustus 2000 Plaats: Zwolle Oosterenkstadion Toeschouwers: 4.950 Scheidsrechter: Harrie van Beek       | Marco Roelofsen 27' Martijn Abbenhues 55' Richard Roelofsen 90'                                            |               |                                                                                             |                       |
| 2e speelronde                                                                                              | Cambuur Leeuwarden                                                                                         | 1 – 1 (1 – 1) | FC Zwolle                                                                                   | Opstelling FC Zwolle: |
| 26 augustus 2000 Plaats: Leeuwarden Cambuurstadion Toeschouwers: 6.000 Scheidsrechter: Peter van Dongen    | François Gesthuizen 6'                                                                                     |               | 39' John den Dunnen                                                                         |                       |
| 3e speelronde                                                                                              | FC Zwolle                                                                                                  | 5 – 0 (4 – 0) | Haarlem                                                                                     | Opstelling FC Zwolle: |
| 4 september 2000 Plaats: Zwolle Oosterenkstadion Toeschouwers: 4.750 Scheidsrechter: Rien Koopman          | Arne Slot 10' Albert van der Haar 22' Dominggus Lim-Duan 36' Gerald van den Belt 40' Richard Roelofsen 64' |               |                                                                                             |                       |
| 4e speelronde                                                                                              | FC Zwolle                                                                                                  | 1 – 1 (1 – 0) | Helmond Sport                                                                               | Opstelling FC Zwolle: |
| 16 september 2000 Plaats: Zwolle Oosterenkstadion Toeschouwers: 4.980 Scheidsrechter: Patrick Gerritsen    | Marco Roelofsen 15'                                                                                        |               | 68' Radul Henar                                                                             |                       |
| 5e speelronde                                                                                              | TOP Oss | 3 – 0 (3 – 0) | FC Zwolle                                                                                   | Opstelling FC Zwolle: |
| 25 september 2000 Plaats: Oss Frans Heesenstadion Toeschouwers: 2.163 Scheidsrechter: Ben Haverkort        | Marc Peters 15' Danny Guijt 32' Stefan Jansen 41'                                                          |               |                                                                                             |                       |
| 6e speelronde                                                                                              | FC Zwolle                                                                                                  | 3 – 1 (1 – 0) | Eindhoven                                                                                   | Opstelling FC Zwolle: |
| 30 september 2000 Plaats: Zwolle Oosterenkstadion Toeschouwers: 4.350 Scheidsrechter: Hennie de Graaf      | Remco Schol 3' Claus Boekweg (pen) 81' Robert Wijnands 87'                                                 |               | 66' Bouarfa Yahiaoui                                                                        |                       |
| 7e speelronde                                                                                              | Heracles Almelo                                                                                            | 1 – 2 (0 – 1) | FC Zwolle                                                                                   | Opstelling FC Zwolle: |
| 7 oktober 2000 Plaats: Almelo Polman Stadion Toeschouwers: 5.430 Scheidsrechter: Harrie van Beek           | Rik Platvoet 54'                                                                                           |               | 9' Remco Schol 77' Arne Slot                                                                |                       |
| 8e speelronde                                                                                              | Dordrecht '90                                                                                              | 2 – 1 (0 – 0) | FC Zwolle                                                                                   | Opstelling FC Zwolle: |
| 14 oktober 2000 Plaats: Dordrecht Stadion Krommedijk Toeschouwers: 1.500 Scheidsrechter: Ron Karremans     | Marco Boogers (pen) 66' Marcel van der Net 83'                                                             |               | 90' (pen) Claus Boekweg                                                                     |                       |
| 9e speelronde                                                                                              | BV Veendam                                                                                                 | 2 – 0 (2 – 0) | FC Zwolle                                                                                   | Opstelling FC Zwolle: |
| 23 oktober 2000 Plaats: Veendam De Langeleegte Toeschouwers: 4.119 Scheidsrechter: Eric Braamhaar          | Erwin Buurmeijer 18' Erwin Buurmeijer 36'                                                                  |               |                                                                                             |                       |
| 10e speelronde                                                                                             | FC Zwolle                                                                                                  | 1 – 1 (1 – 0) | VVV                                                                                         | Opstelling FC Zwolle: |
| 28 oktober 2000 Plaats: Zwolle Oosterenkstadion Toeschouwers: 4.450 Scheidsrechter: Wilfred van der Pas    | Marcel Boudesteyn 28'                                                                                      |               | 75' Chima Onyeike                                                                           |                       |
| 11e speelronde                                                                                             | Telstar | 1 – 3 (0 – 2) | FC Zwolle                                                                                   | Opstelling FC Zwolle: |
| 4 november 2000 Plaats: Velsen-Zuid Sportpark Schoonenberg Toeschouwers: 3.053 Scheidsrechter: Wout Schaap | Leon van Nieuwkerk 63'                                                                                     |               | 30' John den Dunnen 40' John den Dunnen 60' Henk van Steeg                                  |                       |
| 12e speelronde                                                                                             | FC Zwolle                                                                                                  | 4 – 1 (3 – 0) | MVV                                                                                         | Opstelling FC Zwolle: |
| 11 november 2000 Plaats: Zwolle Oosterenkstadion Toeschouwers: 4.350 Scheidsrechter: Ger Buiting           | John den Dunnen 6' John den Dunnen 13' Richard Roelofsen 33' Gerald van den Belt 81'                       |               | 87' (pen) Wasiu Taiwo                                                                       |                       |
| 13e speelronde                                                                                             | FC Zwolle                                                                                                  | 4 – 0 (1 – 0) | FC Den Bosch                                                                                | Opstelling FC Zwolle: |
| 27 november 2000 Plaats: Zwolle Oosterenkstadion Toeschouwers: 4.150 Scheidsrechter: René Temmink          | Richard Roelofsen 42' Richard Roelofsen 48' Henk van Steeg 90' Arne Slot 90'                               |               |                                                                                             |                       |
| 14e speelronde                                                                                             | Excelsior                                                                                                  | 3 – 3 (2 – 2) | FC Zwolle                                                                                   | Opstelling FC Zwolle: |
| 2 december 2000 Plaats: Rotterdam Stadion Woudestein Toeschouwers: 2.581 Scheidsrechter: Jan Wegereef      | Geert den Ouden 5' David Connolly 8' Sam Afana 65'                                                         |               | 29' Gerald van den Belt 34' Richard Roelofsen 81' Richard Roelofsen                         |                       |
| 15e speelronde                                                                                             | ADO Den Haag                                                                                               | 1 – 4 (0 – 2) | FC Zwolle                                                                                   | Opstelling FC Zwolle: |
| 7 december 2000 Plaats: Den Haag Zuiderparkstadion Toeschouwers: 2.500 Scheidsrechter: Harrie van Beek     | René Lievaart 78'                                                                                          |               | 8' Richard Roelofsen 45' Gerald van den Belt 81' Arne Slot 86' Arjan Bosschaart             |                       |
| 16e speelronde                                                                                             | FC Zwolle                                                                                                  | 4 – 1 (2 – 1) | Go Ahead Eagles                                                                             | Opstelling FC Zwolle: |
| 11 december 2000 Plaats: Zwolle Oosterenkstadion Toeschouwers: 6.750 Scheidsrechter: Ben Haverkort         | Gerald van den Belt 1' Arne Slot 34' Henk van Steeg 61' Arjan Bosschaart 83'                               | IJsselderby   | 32' (pen) Hans van Arum                                                                     |                       |
| 17e speelronde                                                                                             | FC Volendam                                                                                                | 3 – 1 (1 – 0) | FC Zwolle                                                                                   | Opstelling FC Zwolle: |
| 17 december 2000 Plaats: Volendam Krasstadion Toeschouwers: 3.695 Scheidsrechter: Ruud Bossen              | Niels Kokmeijer 40' Quincy van Ommeren 79' Niels Kokmeijer 90'                                             |               | 60' Richard Roelofsen                                                                       |                       |
| 18e speelronde                                                                                             | Emmen | 2 – 4 (0 – 2) | FC Zwolle                                                                                   | Opstelling FC Zwolle: |
| 30 januari 2001 Plaats: Emmen Stadion Meerdijk Toeschouwers: 4.540 Scheidsrechter: Fred Sterk              | Bert Zuurman 72' Bert Zuurman 87'                                                                          |               | 1' (e.d.) Jean Paul van Bilsen 39' Richard Roelofsen 47' John den Dunnen 70' Henk van Steeg |                       |
| 19e speelronde                                                                                             | Haarlem | 1 – 1 (1 – 1) | FC Zwolle                                                                                   | Opstelling FC Zwolle: |
| 10 februari 2001 Plaats: Haarlem Haarlemstadion Toeschouwers: 1.315 Scheidsrechter: Wilfred van der Pas    | André Kemper 26'                                                                                           |               | 22' Claus Boekweg                                                                           |                       |
| 20e speelronde                                                                                             | FC Zwolle                                                                                                  | 1 – 1 (1 – 1) | Dordrecht '90                                                                               | Opstelling FC Zwolle: |
| 17 februari 2001 Plaats: Zwolle Oosterenkstadion Toeschouwers: 3.950 Scheidsrechter: Roelof Luinge         | Marco Roelofsen 39'                                                                                        |               | 9' Marco Boogers                                                                            |                       |
| 21e speelronde                                                                                             | FC Zwolle                                                                                                  | 3 – 1 (2 – 0) | Heracles Almelo                                                                             | Opstelling FC Zwolle: |
| 5 maart 2001 Plaats: Zwolle Oosterenkstadion Toeschouwers: 3.750 Scheidsrechter: Ger Buiting               | Marco Roelofsen 28' Arjan Bosschaart 37' Gerald van den Belt 90'                                           |               | 90' Robert Demirel                                                                          |                       |
| 22e speelronde                                                                                             | Eindhoven                                                                                                  | 4 – 1 (1 – 1) | FC Zwolle                                                                                   | Opstelling FC Zwolle: |
| 10 maart 2001 Plaats: Eindhoven Jan Louwersstadion Toeschouwers: 2.012 Scheidsrechter: Ron Karremans       | Marco Roelofsen (e.d.) 45' Stanley MacDonald 57' Ismail Ayaz 81' Stanley MacDonald 90'                     |               | 27' Richard Roelofsen                                                                       |                       |
| 23e speelronde                                                                                             | FC Zwolle                                                                                                  | 4 – 0 (0 – 0) | TOP Oss                                                                                     | Opstelling FC Zwolle: |
| 17 maart 2001 Plaats: Zwolle Oosterenkstadion Toeschouwers: 3.750 Scheidsrechter: Wilfred van der Pas      | Martijn Abbenhues 66' Claus Boekweg (pen) 74' Martijn Abbenhues 81' Arjan Bosschaart 84'                   |               |                                                                                             |                       |
| 24e speelronde                                                                                             | Helmond Sport                                                                                              | 2 – 2 (1 – 0) | FC Zwolle                                                                                   | Opstelling FC Zwolle: |
| 24 maart 2001 Plaats: Helmond Stadion De Braak Toeschouwers: 2.725 Scheidsrechter: Hennie de Graaf         | Radul Henar 15' Ilja van Leerdam 71'                                                                       |               | 48' Henk van Steeg 90' Arjan Bosschaart                                                     |                       |
| 25e speelronde                                                                                             | FC Zwolle                                                                                                  | 0 – 2 (0 – 1) | FC Volendam                                                                                 | Opstelling FC Zwolle: |
| 7 april 2001 Plaats: Zwolle Oosterenkstadion Toeschouwers: 3.750 Scheidsrechter: Harrie van Beek           | |               | 20' Yuri Rose 57' Eddy Putter                                                               |                       |
| 26e speelronde                                                                                             | FC Zwolle                                                                                                  | 1 – 1 (0 – 1) | Cambuur Leeuwarden                                                                          | Opstelling FC Zwolle: |
| 11 april 2001 Plaats: Zwolle Oosterenkstadion Toeschouwers: 3.400 Scheidsrechter: Pieter Vink              | John den Dunnen 75'                                                                                        |               | 44' Kenneth Goudmijn                                                                        |                       |
| 27e speelronde                                                                                             | FC Zwolle                                                                                                  | 2 – 0 (1 – 0) | Telstar                                                                                     | Opstelling FC Zwolle: |
| 14 april 2001 Plaats: Zwolle Oosterenkstadion Toeschouwers: 3.600 Scheidsrechter: Fred Sterk               | Arne Slot 32' Arjan Bosschaart 49'                                                                         |               |                                                                                             |                       |
| 28e speelronde                                                                                             | MVV | 1 – 1 (0 – 0) | FC Zwolle                                                                                   | Opstelling FC Zwolle: |
| 21 april 2001 Plaats: Maastricht De Geusselt Toeschouwers: 2.200 Scheidsrechter: Wout Schaap               | Husseyin Karapinar 79'                                                                                     |               | 88' John den Dunnen                                                                         |                       |
| 29e speelronde                                                                                             | FC Zwolle                                                                                                  | 2 – 0 (1 – 0) | ADO Den Haag                                                                                | Opstelling FC Zwolle: |
| 29 april 2001 Plaats: Zwolle Oosterenkstadion Toeschouwers: 3.500 Scheidsrechter: Ben Haverkort            | Martijn Abbenhues 40' Arjan Bosschaart 57'                                                                 |               |                                                                                             |                       |
| 30e speelronde                                                                                             | FC Den Bosch                                                                                               | 2 – 2 (0 – 1) | FC Zwolle                                                                                   | Opstelling FC Zwolle: |
| 5 mei 2001 Plaats: 's-Hertogenbosch Stadion De Vliert Toeschouwers: 3.142 Scheidsrechter: Ron Karremans    | Bart Van Den Eede (pen) 58' Peter Uneken 90'                                                               |               | 10' Gerald van den Belt 75' Arjan Bosschaart                                                |                       |
| 31e speelronde                                                                                             | Go Ahead Eagles                                                                                            | 0 – 2 (0 – 0) | FC Zwolle                                                                                   | Opstelling FC Zwolle: |
| 9 mei 2001 Plaats: Deventer De Adelaarshorst Toeschouwers: 4.500 Scheidsrechter: Ruud Bossen               | | IJsselderby   | 70' Claus Boekweg 90' Richard Roelofsen                                                     |                       |
| 32e speelronde                                                                                             | FC Zwolle                                                                                                  | 2 – 1 (0 – 1) | Excelsior                                                                                   | Opstelling FC Zwolle: |
| 12 mei 2001 Plaats: Zwolle Oosterenkstadion Toeschouwers: 4.450 Scheidsrechter: Peter Oskam                | Gerald van den Belt 62' Richard Roelofsen 68'                                                              |               | 25' Jarda Šimr                                                                              |                       |
| 33e speelronde                                                                                             | FC Zwolle                                                                                                  | 2 – 1 (2 – 0) | BV Veendam                                                                                  | Opstelling FC Zwolle: |
| 19 mei 2001 Plaats: Zwolle Oosterenkstadion Toeschouwers: 3.550 Scheidsrechter: Rien Koopman               | André de Ridder 18' Richard Roelofsen 22'                                                                  |               | 58' Mile Krstev                                                                             |                       |
| 34e speelronde                                                                                             | VVV | 0 – 3 (0 – 0) | FC Zwolle                                                                                   | Opstelling FC Zwolle: |
| 26 mei 2001 Plaats: Venlo De Koel Toeschouwers: 1.710 Scheidsrechter: Coen Droste                          | |               | 54' (pen) Robert Wijnands 63' Súni Olsen 70' Súni Olsen                                     |                       |

### KNVB Beker
| Groepsfase                                                                                              | FC Zwolle                                                          | 3 – 3 (0 – 0) | FC Utrecht 2 | Opstelling FC Zwolle: |
| 8 augustus 2000 Plaats: Zwolle Oosterenkstadion Toeschouwers: 500 Scheidsrechter: Eric Braamhaar        | Arne Slot 47' Martijn Abbenhues 54' Arne Slot 65'                  |               | 56' Mounir L’Fathi 90' Tom Van Mol 90' Brayton Biekman |                       |
| Groepsfase                                                                                              | WHC                                                                | 0 – 9 (0 – 5) | FC Zwolle | Opstelling FC Zwolle: |
| 15 augustus 2000 Plaats: Wezep Sportpark Muldersingel Toeschouwers: 1.000 Scheidsrechter: Ben Haverkort |                                                                    |               | 6' Dominggus Lim-Duan 16' Martijn Abbenhues 27' Arne Slot 33' Martijn Abbenhues 43' (e.d.) Helmig van Ommen 54' Henk van Steeg 77' Martijn Abbenhues 85' Robert Wijnands 88' Nick Kok |                       |
| Groepsfase                                                                                              | Hollandia                                                          | 0 – 0         | FC Zwolle | Opstelling FC Zwolle: |
| 12 september 2000 Plaats: Hoorn Sportpark Julianapark Toeschouwers: 400 Scheidsrechter: Ron Karremans   |                                                                    |               | |                       |
| 1e ronde                                                                                                | ADO Den Haag                                                       | 1 – 3 (0 – 2) | FC Zwolle | Opstelling FC Zwolle: |
| 21 september 2000 Plaats: Den Haag Zuiderparkstadion Toeschouwers: 765 Scheidsrechter: Dick van Egmond  | Leonardo da Silva Moura (pen) 60'                                  |               | 17' Marco Roelofsen 34' Remco Schol 54' Marco Roelofsen |                       |
| 2e ronde                                                                                                | FC Zwolle                                                          | 3 – 1 (2 – 0) | NAC | Opstelling FC Zwolle: |
| 19 oktober 2000 Plaats: Zwolle Oosterenkstadion Toeschouwers: 3.650 Scheidsrechter: Peter van Dongen    | Arjan Bosschaart 5' Arjan Bosschaart 14' Arjan Bosschaart 51'      |               | 85' Rob Penders |                       |
| 3e ronde                                                                                                | Heracles Almelo                                                    | 1 – 5 (1 – 2) | FC Zwolle | Opstelling FC Zwolle: |
| 27 januari 2001 Plaats: Almelo Polman Stadion Toeschouwers: 4.800 Scheidsrechter: Ger Buiting           | Dennis te Braak 3'                                                 |               | 26' Arjan Bosschaart 38' Arjan Bosschaart 56' Richard Roelofsen 68' John den Dunnen 76' (pen) Claus Boekweg                                                                           |                       |
| Kwartfinale                                                                                             | FC Zwolle                                                          | 3 – 4 (2 – 3) | FC Twente | Opstelling FC Zwolle: |
| 7 februari 2001 Plaats: Zwolle Oosterenkstadion Toeschouwers: 6.350 Scheidsrechter: Eric Braamhaar      | John den Dunnen 1' Jeroen Heubach (e.d.) 24' Martijn Abbenhues 84' |               | 5' Jan Vennegoor of Hesselink 27' Arjan van der Laan 39' Scott Booth 76' Jan Vennegoor of Hesselink                                                                                   |                       |

### Nacompetitie
| Nacompetitie                                                                                             | FC Zwolle                                    | 0 – 0         | Fortuna Sittard                      | Opstelling FC Zwolle: |
| 3 juni 2001 Plaats: Zwolle Oosterenkstadion Toeschouwers: 4.950 Scheidsrechter: Herman van Dijk          |                                              |               |                                      |                       |
| Nacompetitie                                                                                             | FC Volendam                                  | 1 – 0 (0 – 0) | FC Zwolle                            | Opstelling FC Zwolle: |
| 6 juni 2001 Plaats: Volendam Krasstadion Toeschouwers: 3.507 Scheidsrechter: Ruud Bossen                 | Eddy Putter 90'                              |               |                                      |                       |
| Nacompetitie                                                                                             | FC Zwolle                                    | 1 – 1 (1 – 1) | Telstar                              | Opstelling FC Zwolle: |
| 9 juni 2001 Plaats: Zwolle Oosterenkstadion Toeschouwers: 5.350 Scheidsrechter: Dick Jol                 | Arjan Bosschaart 40'                         |               | 39' Orlando Smeekes                  |                       |
| Nacompetitie                                                                                             | Telstar                                      | 1 – 1 (1 – 1) | FC Zwolle                            | Opstelling FC Zwolle: |
| 13 juni 2001 Plaats: Velsen-Zuid Sportpark Schoonenberg Toeschouwers: 3.195 Scheidsrechter: Rien Koopman | Michel van Oostrum 17'                       |               | 25' André de Ridder                  |                       |
| Nacompetitie                                                                                             | FC Zwolle                                    | 2 – 0 (1 – 0) | FC Volendam                          | Opstelling FC Zwolle: |
| 16 juni 2001 Plaats: Zwolle Oosterenkstadion Toeschouwers: 4.950 Scheidsrechter: René Temmink            | Arne Slot 12' Vincent Gouttebarge (e.d.) 82' |               |                                      |                       |
| Nacompetitie                                                                                             | Fortuna Sittard                              | 1 – 2 (1 – 0) | FC Zwolle                            | Opstelling FC Zwolle: |
| 19 juni 2001 Plaats: Sittard Fortunastadion Toeschouwers: 8.000 Scheidsrechter: Ruud Bossen              | Dennis Gerritsen 13'                         |               | 47' Arne Slot 71' Dominggus Lim-Duan |                       |

## Selectie en technische staf

### Selectie 2000/01
| Nr.           | Nat.               | Naam                | Competitie | Competitie | Beker      | Beker      | Play-offs  | Play-offs  | Totaal     | Totaal     | Contract   | Seizoen    | Vorige club        | Debuut       |
| Nr.           | Nat.               | Naam                | W          |            | W          |            | W          |            | W          |            | Contract   | Seizoen    | Vorige club        | Debuut       |
| Doelmannen    | Doelmannen         | Doelmannen          | Doelmannen | Doelmannen | Doelmannen | Doelmannen | Doelmannen | Doelmannen | Doelmannen | Doelmannen | Doelmannen | Doelmannen | Doelmannen         | Doelmannen   |
| ------------- | ------------------ | ------------------- | ---------- | ---------- | ---------- | ---------- | ---------- | ---------- | ---------- | ---------- | ---------- | ---------- | ------------------ | ------------ |
| -             | Vlag van Nederland | Henry Louwdijk      | 5          | 0          | 0          | 0          | 0          | 0          | 5          | 0          | –          | 3e         | Jeugd              | -            |
| -             | Vlag van Nederland | Johan van der Werff | 31         | 0          | 0          | 0          | 0          | 0          | 31         | 0          | –          | 1e         | FC Dordrecht       | -            |
| Verdedigers   |                    |                     |            |            |            |            |            |            |            |            |            |            |                    |              |
| -             | Vlag van Nederland | Claus Boekweg       | 32         | 5          | 0          | 1          | 0          | 0          | 32         | 6          | –          | 6e         | FC Groningen       | -            |
| -             | Vlag van Nederland | Remco Schol         | 28         | 2          | 0          | 1          | 0          | 0          | 28         | 3          | –          | 2e         | VVV                | -            |
| -             | Vlag van Nederland | Albert van der Haar | 28         | 1          | 0          | 0          | 0          | 0          | 28         | 1          | –          | 7e         | Jeugd              | -            |
| -             | Vlag van Nederland | Robert Wijnands     | 27         | 2          | 0          | 1          | 0          | 0          | 27         | 3          | –          | 5e         | FC Utrecht         | -            |
| Middenvelders |                    |                     |            |            |            |            |            |            |            |            |            |            |                    |              |
| -             | Vlag van Nederland | Marcel Boudesteyn   | 21         | 1          | 0          | 0          | 0          | 0          | 21         | 1          | –          | 5e         | FC Groningen       | -            |
| -             | Vlag van Nederland | John den Dunnen     | 26         | 8          | 0          | 2          | 0          | 0          | 26         | 10         | –          | 6e         | Sparta             | -            |
| -             | Vlag van Faeröer   | Súni Olsen          | 22         | 2          | 0          | 0          | 0          | 0          | 22         | 2          | –          | 1e         | Gi Gøta            | -            |
| -             | Vlag van Nederland | Milco Pieren        | 0          | 0          | 0          | 0          | 0          | 0          | 0          | 0          | –          | 2e         | VVV                | -            |
| -             | Vlag van Nederland | André de Ridder     | 26         | 1          | 0          | 0          | 0          | 1          | 26         | 2          | –          | 2e         | SC Telstar         | -            |
| -             | Vlag van Nederland | Marco Roelofsen     | 30         | 4          | 0          | 0          | 0          | 0          | 30         | 4          | –          | 6e         | sc Heerenveen      | -            |
| -             | Vlag van Nederland | Harry Sinkgraven    | –          | –          | 0          | 0          | 0          | 0          | 0          | 0          | –          | 7e         | Cambuur Leeuwarden | -            |
| -             | Vlag van Nederland | Arne Slot           | 23         | 6          | 5          | 3          | 6          | 2          | 34         | 11         | –          | 6e         | Jeugd              | -            |
| -             | Vlag van Nederland | Henk van Steeg      | 34         | 5          | 0          | 1          | 0          | 0          | 34         | 6          | –          | 2e         | Jeugd              | -            |
| -             | Vlag van Nederland | Bouwe Zonnenberg    | 1          | 0          | 0          | 0          | 0          | 0          | 1          | 0          | –          | 1e         | Jeugd              | 19 juni 2001 |
| Aanvallers    |                    |                     |            |            |            |            |            |            |            |            |            |            |                    |              |
| -             | Vlag van Nederland | Martijn Abbenhues   | 20         | 4          | 0          | 5          | 0          | 0          | 20         | 9          | –          | 3e         | FC Twente          | -            |
| -             | Vlag van Nederland | Arjan Bosschaart    | 27         | 8          | 0          | 5          | 0          | 1          | 27         | 14         | –          | 5e         | Sparta             | -            |
| -             | Vlag van Nederland | Nick Kok            | 12         | 0          | 0          | 1          | 0          | 0          | 12         | 1          | –          | 2e         | CSV '28            | -            |
| -             | Vlag van Nederland | Dominggus Lim-Duan  | 16         | 1          | 0          | 1          | 0          | 1          | 16         | 3          | –          | 1e         | Jeugd              | -            |
| -             | Vlag van Nederland | Richard Roelofsen   | 30         | 14         | 0          | 3          | 0          | 0          | 30         | 17         | –          | 4e         | Heracles Almelo    | -            |
| -             | Vlag van Nederland | Gerald van den Belt | 24         | 8          | 0          | 0          | 0          | 0          | 24         | 8          | –          | 6e         | Jeugd              | -            |
| Nr.           | Nat.               | Naam                | W          |            | W          |            | W          |            | W          |            | Contract   | Seizoen    | Vorige club        | Debuut       |
| Nr.           | Nat.               | Naam                | Competitie | Competitie | Beker      | Beker      | Play-offs  | Play-offs  | Totaal     | Totaal     | Contract   | Seizoen    | Vorige club        | Debuut       |

### Technische staf
| Naam             | Functie      |
| ---------------- | ------------ |
| Dwight Lodeweges | Hoofdtrainer |

## Statistieken FC Zwolle 2000/01

### Eindstand FC Zwolle in de Nederlandse Eerste divisie 2000 / 2001
| Stand | Gespeeld | Gewonnen | Gelijk | Verloren | Punten | Doelpunten voor | Doelpunten tegen | Gele kaarten | Rode kaarten |
| ----- | -------- | -------- | ------ | -------- | ------ | --------------- | ---------------- | ------------ | ------------ |
| 34    | 3e       | 18       | 10     | 6        | 64     | 73              | 41               | -            | -            |

### Topscorers
| #              | Naam                         | Goal |
| -------------- | ---------------------------- | ---- |
| 1.             | Richard Roelofsen            | 14   |
| 2.             | Gerald van den Belt          | 8    |
| 2.             | Arjan Bosschaart             | 8    |
| 2.             | John den Dunnen              | 8    |
| 4.             | Arne Slot                    | 6    |
| 5.             | Claus Boekweg                | 5    |
| 5.             | Henk van Steeg               | 5    |
| 7.             | Martijn Abbenhues            | 4    |
| 7.             | Marco Roelofsen              | 4    |
| 9.             | Súni Olsen                   | 2    |
| 9.             | Remco Schol                  | 2    |
| 9.             | Robert Wijnands              | 2    |
| 12.            | Marcel Boudesteyn            | 1    |
| 12.            | Albert van der Haar          | 1    |
| 12.            | Dominggus Lim-Duan           | 1    |
| 12.            | André de Ridder              | 1    |
| Eigen doelpunt |                              |      |
| –              | Jean Paul van Bilsen (Emmen) | 1    |
| Totaal         | Totaal                       | 73   |

| #      | Naam                       | Goal |
| ------ | -------------------------- | ---- |
| 1.     | Martijn Abbenhues          | 5    |
| 1.     | Arjan Bosschaart           | 5    |
| 3.     | Richard Roelofsen          | 3    |
| 3.     | Arne Slot                  | 3    |
| 5.     | John den Dunnen            | 2    |
| 6.     | Claus Boekweg              | 1    |
| 6.     | Nick Kok                   | 1    |
| 6.     | Dominggus Lim-Duan         | 1    |
| 6.     | Remco Schol                | 1    |
| 6.     | Henk van Steeg             | 1    |
| 6.     | Robert Wijnands            | 1    |
| 6.     | Eigen doelpunt             | 1    |
| –      | Helmig van Ommen (WHC)     | 1    |
| –      | Jeroen Heubach (FC Twente) | 1    |
| Totaal | Totaal                     | 26   |

| #              | Naam                              | Goal |
| -------------- | --------------------------------- | ---- |
| 1.             | Arne Slot                         | 2    |
| 2.             | Arjan Bosschaart                  | 1    |
| 2.             | Dominggus Lim-Duan                | 1    |
| 2.             | André de Ridder                   | 1    |
| Eigen doelpunt |                                   |      |
| –              | Vincent Gouttebarge (FC Volendam) | 1    |
| Totaal         | Totaal                            | 6    |

### Kaarten
| #      | Naam        |   |
| ------ | ----------- | - |
| 1.     | Naam speler | - |
| Totaal | Totaal      | - |

| #      | Naam        |   |
| ------ | ----------- | - |
| 1.     | Naam speler | - |
| Totaal | Totaal      | - |

| #      | Naam        |   |
| ------ | ----------- | - |
| 1.     | Naam speler | - |
| Totaal | Totaal      | - |

### Punten per speelronde
| Speelronde | 1 | 2 | 3 | 4 | 5 | 6 | 7 | 8 | 9 | 10 | 11 | 12 | 13 | 14 | 15 | 16 | 17 | 18 | 19 | 20 | 21 | 22 | 23 | 24 | 25 | 26 | 27 | 28 | 29 | 30 | 31 | 32 | 33 | 34 |
| ---------- | - | - | - | - | - | - | - | - | - | -- | -- | -- | -- | -- | -- | -- | -- | -- | -- | -- | -- | -- | -- | -- | -- | -- | -- | -- | -- | -- | -- | -- | -- | -- |
| Punten     | 3 | 1 | 3 | 1 | 0 | 3 | 3 | 0 | 0 | 1  | 3  | 3  | 3  | 1  | 3  | 3  | 0  | 3  | 1  | 1  | 3  | 0  | 3  | 1  | 0  | 1  | 3  | 1  | 3  | 1  | 3  | 3  | 3  | 3  |

### Punten na speelronde
| Speelronde | 1 | 2 | 3 | 4 | 5 | 6  | 7  | 8  | 9  | 10 | 11 | 12 | 13 | 14 | 15 | 16 | 17 | 18 | 19 | 20 | 21 | 22 | 23 | 24 | 25 | 26 | 27 | 28 | 29 | 30 | 31 | 32 | 33 | 34 |
| ---------- | - | - | - | - | - | -- | -- | -- | -- | -- | -- | -- | -- | -- | -- | -- | -- | -- | -- | -- | -- | -- | -- | -- | -- | -- | -- | -- | -- | -- | -- | -- | -- | -- |
| Punten     | 3 | 4 | 7 | 8 | 8 | 11 | 14 | 14 | 14 | 15 | 18 | 21 | 24 | 25 | 28 | 31 | 31 | 34 | 35 | 36 | 39 | 39 | 42 | 43 | 43 | 44 | 47 | 48 | 51 | 52 | 55 | 58 | 61 | 64 |

### Stand na speelronde
| Speelronde | 1  | 2  | 3  | 4  | 5  | 6  | 7  | 8  | 9  | 10 | 11 | 12 | 13 | 14 | 15 | 16 | 17 | 18 | 19 | 20 | 21 | 22 | 23 | 24 | 25 | 26 | 27 | 28 | 29 | 30 | 31 | 32 | 33 | 34 |
| ---------- | -- | -- | -- | -- | -- | -- | -- | -- | -- | -- | -- | -- | -- | -- | -- | -- | -- | -- | -- | -- | -- | -- | -- | -- | -- | -- | -- | -- | -- | -- | -- | -- | -- | -- |
| Stand      | 3e | 2e | 2e | 5e | 8e | 6e | 3e | 4e | 5e | 7e | 5e | 5e | 5e | 5e | 5e | 3e | 5e | 4e | 4e | 5e | 4e | 4e | 4e | 3e | 4e | 4e | 3e | 3e | 3e | 3e | 3e | 3e | 3e | 3e |

### Doelpunten per speelronde
| Speelronde | 1 | 2 | 3 | 4 | 5 | 6 | 7 | 8 | 9 | 10 | 11 | 12 | 13 | 14 | 15 | 16 | 17 | 18 | 19 | 20 | 21 | 22 | 23 | 24 | 25 | 26 | 27 | 28 | 29 | 30 | 31 | 32 | 33 | 34 | Totaal |
| ---------- | - | - | - | - | - | - | - | - | - | -- | -- | -- | -- | -- | -- | -- | -- | -- | -- | -- | -- | -- | -- | -- | -- | -- | -- | -- | -- | -- | -- | -- | -- | -- | ------ |
| Punten     | 3 | 1 | 5 | 1 | 0 | 3 | 2 | 1 | 0 | 1  | 3  | 4  | 4  | 3  | 4  | 4  | 1  | 4  | 1  | 1  | 3  | 1  | 4  | 2  | 0  | 1  | 2  | 1  | 2  | 2  | 2  | 2  | 2  | 3  | 73     |

## Mutaties

### Zomer

#### Aangetrokken
| Nr. | Nat. | Naam                | Van          | Type | Contract | Transfersom | Bijzonderheid |
| --- | ---- | ------------------- | ------------ | ---- | -------- | ----------- | ------------- |
| -   | NL   | Gerald van den Belt | Jeugd        | -    | n.v.t.   | n.v.t.      | -             |
| -   | NL   | John den Dunnen     | Sparta       | -    | n.v.t.   | n.v.t.      | -             |
| -   | NL   | Johan van der Werff | FC Dordrecht | -    | n.v.t.   | n.v.t.      | -             |
| -   | NL   | Bouwe Zonnenberg    | Jeugd        | -    | n.v.t.   | n.v.t.      | -             |

#### Vertrokken
| Nr. | Nat. | Naam                | Naar            | Type     | Transfersom | Wed. | Dlpt. |
| --- | ---- | ------------------- | --------------- | -------- | ----------- | ---- | ----- |
| -   | NL   | Dirk-Jan Derksen    | FK Austria Wien | Onbekend | n.v.t.      | 67   | 32    |
| -   | NL   | Duncan van Moll     | Amateurs        | n.v.t.   | n.v.t.      | 8    | 0     |
| -   | NL   | Edwin Starke        | Amateurs        | n.v.t.   | n.v.t.      | 0    | 0     |
| -   | NL   | Henk Timmer         | AZ              | Onbekend | n.v.t.      | 285  | 0     |
| -   | NL   | Ignacio Tuhuteru    | sc Heerenveen   | n.v.t.   | n.v.t.      | 54   | 22    |
| -   | NL   | Jan Wicher Vellinga | Amateurs        | n.v.t.   | n.v.t.      | 12   | 0     |

#### Statistieken transfers zomer
| Gekochte spelers | Verkochte spelers | Gehuurde spelers | Verhuurde spelers | Spelers terug van verhuurperiode | Spelers einde van huurperiode | Transfervrij aangetrokken spelers | Transfervrij vertrokken spelers | Doorgestroomde jeugdspelers |
| ---------------- | ----------------- | ---------------- | ----------------- | -------------------------------- | ----------------------------- | --------------------------------- | ------------------------------- | --------------------------- |
| 0                | 2                 | 0                | 0                 | 0                                | 0                             | 2                                 | 0                               | 2                           |